# Абільтаєв Шаміль Бісенгалійович
Шаміль Бісенгалійович Абільтаєв, (24 лютого 1948 року, Каракизил) — радянський і казахстанський композитор.

## Життєпис
Батько Бісенгалі Абільтайович воював у Великій Вітчизняній війні, з матір'ю Азірханим Абдіровною були співробітниками колективного господарства. Дід Абільтай був відомим кюйші. Шаміль Абільтай грав на домбрі з чотирьох років. Лауреат Всесоюзного конкурсу виконавців на народних інструментах у 1974 році в Воронежі, лауреат Премії Ленінського комсомолу Казахстану у 1980 році. У 1994 році названий «Озаном» (глашатаєм) всього тюркського світу на Курултаї, який відбувся у турецькому Ізмірі. У 1998 році удостоєний звання «Заслуженого діяча Казахстану», а в 1999 році — Почесного громадянина Улитауського району Карагандинської області.
У 1962 році прийнятий до музичного училища Гур'єва, яке закінчив у 1966 році на відмінно. У 1966—1972 роках навчався у консерваторії імені Курмангази в Алмати. З 1972 року працював у Казахській державній філармонії імені Джамбула як лектор-кюйші протягом 13 років.
З 1985 по 1988 роки обіймав посаду Головного редактора музичної редакції Казахського радіо.
Статті про мистецтво, написані ним, опубліковані на сторінках республіканських періодичних видань. З початку 70-х років і до середини 80-х він вів музично-пізнавальні передачі під назвою «Домбира-дастан» на Казахському телебаченні.
У 1979 році видано книгу кюїв «Улитау» видавництва «Жалин», у 1992 році — платівку з вибраними творами Абільтаєва «Ордабаси» грамофонного заводу імені Ташмуханбетова, 1994 — президент Міжнародного фонду Курмангази. У 2015 році — CD-альбом «Жер ұрани-Ұлитау», у 2016 році — «Жібек жоли» і «Төрт қақпали Түркістан» у 2018 році. На Абільтаєва як домбриста великий вплив зробили відомі кюйші — Кошелі, Камеш, Серкебай. Він є блискучим виконавцем кюїв Курмангази, Діни, Абила, Мамена.
Кюї, складені Абільтаєвим: «Өрікгүл», «Бекет-Ата», «Жібек жоли», «Матай», «Кеті», «Құдис», «Қазақстан — Нұрсұлтан», Академік «Уәліхан Қаліжан». Пісні-роздуми: «Толғау», створений за «Бата» Айтеке бі, «Аман Төлеев», текст якого повністю написав сам, «Жамбилдиң кіесі» (слова Бауиржана Жакипа), «Төрт қақпали Түркістан» (слова Торегалі Ташенова). Пісні: «Шұбарат» (слова Нурсултана Назарбаєва), «Медеу — Чемпіонат, Медеу — ән» (слова Сабіта Досанова), «Өрікгүл», «Аңсау», «Күй-Ата», «Бір ауиз сөз», «Жер ұрани — Ұлитау», «Жер дөңгелек екен» (слова Какімбека Саликова), «Ұли Дала Елі» (слова Корганбека Аманжола), «Дос жүрегі — шарайна» (слова Абдікаріма Ахметова), «Қара өлең» (слова Мукагалі Макатаєва), «Үндістан турали ән» (слова Аманжола Шамкенова), «Құрманғази мекені» (слова Танатара Дарелули).